# Шпортний Парк (Домжале)
Шпортний Парк Домжале (словен. Športni park Domžale) або стадіон Домжале (словен. Stadion Domžale) — багатоцільовий стадіон, розташований у місті Домжале, Словенія. Наразі використовується переважно для проведення футбольних матчів і є домашньою ареною для футбольних команд «Домжале» і «Радомлє».

## Історія
Стадіон був побудований в 1948 році та вміщує 3 100 вболівальників. Він був відремонтований та модернізований у 1997 та 1999 роках. Роботи над новою Західною трибуною почалися в жовтні 2003 року і були завершені у квітні 2004 року У червні 2006 року стадіон отримав прожектори, встановлені на чотирьох бетонних вежах на кожному куті стадіону.
Стадіон розташований на сході Домжале і доступний для мандрівників, які приїжджають з-за кордону, по автомагістралі A1. Парковка поруч зі стадіоном використовується спільно з торговим центром.

### Чемпіонат Європи з футболу серед юнаків до 17 років 2012
Стадіон прийняв три матчі групового етапу чемпіонату Європи 2012 року з футболу серед юнаків до 17 років.
| Дата           | Група | Команда  | Команда  | Результат |
| -------------- | ----- | -------- | -------- | --------- |
| 4 травня 2012  | A     | Франція  | Ісландія | 2:2 (1:0) |
| 7 травня 2012  | A     | Франція  | Грузія   | 1:1 (0:1) |
| 10 травня 2012 | A     | Ісландія | Грузія   | 0:1 (0:0) |

## Матчі національних збірних
| Дата            | Змагання    | Суперник | Результат | Відвідуваність |
| --------------- | ----------- | -------- | --------- | -------------- |
| 7 лютого 2007 р | товариський | Естонія  | 1–0       | 2 900          |